# Raising Dion
Raising Dion ist eine US-amerikanische Superhelden-Fernsehserie, die im Auftrag von Netflix produziert und als Netflix Original veröffentlicht wurde. Die Serie basiert auf dem gleichnamigen Comic von Dennis Liu.
Die erste Staffel erschien am 4. Oktober 2019, die zweite Staffel am 1. Februar 2022. Im April 2022 wurde die Serie abgesetzt.

## Handlung
Nach dem Tod ihres Mannes muss Nicole ihren Sohn Dion als alleinerziehende Mutter groß ziehen. Hilfe erhält sie dabei von Pat, dem besten Freund ihres toten Mannes, aber auch von Tessa, ihrer Nachbarin. Als ihr Sohn plötzlich übernatürliche Fähigkeiten entwickelt, muss sie neben dem üblichen Alltag einer alleinerziehenden Mutter sich auch noch darum kümmern, woher die Fähigkeiten kommen und vor allem, wie Dion diese kontrollieren kann. Außerdem muss sie Dion nun auch vor Menschen schützen, die seine Fähigkeiten einsetzen wollen.

## Besetzung und Synchronisation
Die deutschsprachige Synchronisation entsteht nach Dialogbüchern von Matthias Müntefering, Jörg Hartung, Lorenz Bethmann und Ralf Pel und unter Dialogregie von Frank Schröder und Sebastian Türk für die RRP Media in Berlin.
| Rolle             | Darsteller              | Hauptrolle (Episoden) | Nebenrolle (Episoden)       | Beschreibung                                                                  | Synchronsprecher  |
| ----------------- | ----------------------- | --------------------- | --------------------------- | ----------------------------------------------------------------------------- | ----------------- |
| Nicole Warren     | Alisha Wainwright       | 1.01–2.08             |                             | Witwe von Mark und alleinerziehende Mutter von Dion                           | Runa Aléon        |
| Dion Warren       | Ja’Siah Young           | 1.01–2.08             |                             | Sohn von Nicole, siebenjähriger Junge, der Superkräfte entwickelt             | Nikita Steinert   |
| Kat Neese         | Jazmyn Simon            | 1.01–2.08             |                             | Nicoles Schwester, die Ärztin ist                                             | Anna Dramski      |
| Esperanza Jimenez | Sammi Haney             | 1.01–2.08             |                             | beste Freundin von Dion, hat Glasknochenkrankheit                             | Harriet Kracht    |
| Pat Rollins       | Jason Ritter            | 1.01–2.08             |                             | ehemals bester Freund von Dions Vater, arbeitet in der Biotechfirma BIONA     | Julien Haggège    |
| Brayden Mills     | Griffin Robert Faulkner | 2.01-2.08             |                             | Sohn von Walter, der telepathische Fähigkeiten entwicktelt                    | Joshua Waga       |
| Brayden Mills     | Griffin Robert Faulkner |                       | 1.04, 1-07                  | Sohn von Walter, der telepathische Fähigkeiten entwicktelt                    | Ferenc Gellner    |
| Mark Warren       | Michael B. Jordan       |                       | 1.01, 1.05, 1.09            | verstorbener Vater von Dion, Ehemann von Nicole und Wissenschaftler bei BIONA | Nico Sablik       |
| Suzanne Wu        | Ali Ahn                 |                       | 1.02–1.08, 2.01–2.08        | Wissenschaftlerin und CEO von BIONA                                           | Marieke Oeffinger |
| Anthony Fry       | Donald Paul             |                       | 1.03, 1.06–1.08             | Dions Lehrer                                                                  | Samuel Zekarias   |
| Walter Mills      | Marc Menchaca           |                       | 1.04–1.06                   | Farmer mit Kräften, Vater von Brayden                                         | Frank Schröder    |
| Willa             | Moriah Brown            |                       | 1.01, 1.03–1.04, 1.06, 1.08 |                                                                               | Daniela Grubert   |
| Tessa             | Dana Gourrier           |                       | 1.02–1.03, 1.05–1.07        | Nachbarin von Nicole und Dion                                                 | Dela Dabulamanzi  |
| Malik             | Kylen Davis             |                       | 1.02–1.04                   | Tessas Sohn                                                                   | Kaze Uzumaki      |
| David Marsh       | Josh Ventura            |                       | 2.01–2.08                   | neuer Vizepräsident von BIONA und Vertreter von Suzanne Wu                    |                   |
| Tevin Wakefield   | Rome Flynn              |                       | 2.01–2.08                   | Dions Trainer bei BIONA, der auch Kräfte besitzt                              |                   |

## Hintergrund
Raising Dion basiert auf dem gleichnamigen Comic geschrieben von Dennis Lui und illustriert von Jason Piperberg. Lui produzierte, basierend auf dem Comic einen Kurzfilm, der vor allem die Intention hatte als Werbung für das Comic zu dienen. Carol Barbee entwickelte aus Comic und dem Kurzfilm die Fernsehserie. Raising Dion ist eine Produktion von Fixed Mark Productions, MACRO und Outlier Society Productions. Für die Musik der ersten Staffel zeigte sich Kris Bowers verantwortlich.
Ende 2017 kündigte Netflix erstmals an eine Serie mit dem Titel Raising Dion mit Michael Jordan in einer Rolle produzieren zu wollen. Die Dreharbeiten für die erste Staffel fanden unter anderem im August 2018 in Chattahoochee Hills, in Fairburn, sowie in Atlanta, an der Interstate 20, in der Innenstadt und am Fox Theater statt.
Die erste Staffel wurde am 4. Oktober 2019 weltweit bei Netflix veröffentlicht. Anfang 2020 bestätigte Netflix, dass mit der Produktion einer zweiten Staffel begonnen wurde, die aus acht Folgen bestehen soll.

## Episodenliste

### Staffel 1
| Nr. (ges.) | Nr. (St.) | Deutscher Titel                                                            | Originaltitel                                                 | Regie           | Drehbuch                             |
| ---------- | --------- | -------------------------------------------------------------------------- | ------------------------------------------------------------- | --------------- | ------------------------------------ |
| 1          | 1         | AUSGABE #101: Wie zieht man einen Superhelden groß?                        | ISSUE #101: How Do You Raise a Superhero?                     | Seith Mann      | Carol Barbee                         |
| 2          | 2         | AUSGABE #102: Festung der Einsamkeit                                       | ISSUE #102: Fortress of Solitude                              | Seith Mann      | Joshua Sternin & Jennifer Ventimilia |
| 3          | 3         | AUSGABE #103: Die Armbanduhr                                               | ISSUE #103: Watch Man                                         | Rachel Goldberg | Leigh Dana Jackson                   |
| 4          | 4         | AUSGABE #104: Willkommen bei BIONA. Wir hoffen, du überlebst die Erfahrung | ISSUE #104: Welcome to BIONA. Hope You Survive the Experience | Rachel Goldberg | Edward Ricourt                       |
| 5          | 5         | AUSGABE #105: Marks Zukunft ist Vergangenheit                              | ISSUE #105: Days of Mark's Future Past                        | Seith Mann      | Carol Barbee                         |
| 6          | 6         | AUSGABE #106: Superfreunde                                                 | ISSUE #106: Super Friends                                     | Dennis Liu      | Michael Poisson                      |
| 7          | 7         | AUSGABE #107: Warum denn so erbrechlich?                                   | ISSUE #107: Why So Vomity?                                    | Neema Barnette  | Kimberly Ndombe                      |
| 8          | 8         | AUSGABE #108: Mach ihn wütend, dann wirst du schon sehen!                  | ISSUE #108: You Won't Like Him When He's Angry                | Neema Barnette  | Joshua Sternin & Jennifer Ventimilia |
| 9          | 9         | AUSGABE #109: Sturmkiller                                                  | ISSUE #109: Storm Killer                                      | Seith Mann      | Leigh Dana Jackson & Carol Barbee    |

### Staffel 2
| Nr. (ges.) | Nr. (St.) | Deutscher Titel                         | Originaltitel                       | Erstausstrahlung | Deutschsprachige Erstausstrahlung (D) | Regie        | Drehbuch                          |
| ---------- | --------- | --------------------------------------- | ----------------------------------- | ---------------- | ------------------------------------- | ------------ | --------------------------------- |
| 10         | 1         | AUSGABE #201: Ein Held kehrt zurück     | ISSUE #201: A Hero Returns          | 1. Feb. 2022     | 1. Feb. 2022                          | Darren Grant | Carol Barbee & Leigh Dana Jackson |
| 11         | 2         | AUSGABE #202: Sankofa                   | ISSUE #202: Sankofa                 | 1. Feb. 2022     | 1. Feb. 2022                          | Darren Grant | Carol Barbee & Leigh Dana Jackson |
| 12         | 3         | AUSGABE #203: Das Monsterproblem        | ISSUE #203: Monster Problem         | 1. Feb. 2022     | 1. Feb. 2022                          | Dennis Liu   | Edward Ricourt                    |
| 13         | 4         | AUSGABE #204: Wer solche Freunde hat    | ISSUE #204: With Friends Like These | 1. Feb. 2022     | 1. Feb. 2022                          | Dennis Liu   | Ryan Mottesheard                  |
| 14         | 5         | AUSGABE #205: Du gegen mich             | ISSUE #205: You vs. Me              | 1. Feb. 2022     | 1. Feb. 2022                          | Janice Cooke | Tanya Barfield                    |
| 15         | 6         | AUSGABE #206: 36 gute Stunden           | ISSUE #206: 36 Good Hours           | 1. Feb. 2022     | 1. Feb. 2022                          | Janice Cooke | Michael Poisson & Yvonne Hana Yi  |
| 16         | 7         | AUSGABE #207: Eine Welt ohne Mom        | ISSUE #207: World Without Mom       | 1. Feb. 2022     | 1. Feb. 2022                          | Bola Ogun    | Carol Barbee & Leigh Dana Jackson |
| 17         | 8         | AUSGABE #208: Du bestimmst, wer du bist | ISSUE #208: Who You Are             | 1. Feb. 2022     | 1. Feb. 2022                          | Bola Ogun    | Carol Barbee & Leigh Dana Jackson |

## Rezeption
Der Wertungsaggregator Rotten Tomatoes errechnete für die erste Staffel aus den Kritiken von 28 Kritikern eine Weiterempfehlungsrate von 82 Prozent und eine Durchschnittsbewertung von 6,75 von 10. Auf Metacritic erreichte Raising Dion eine Bewertung der Kritiker von 61 von 100 Punkten. In der Internet Movie Database bewerteten mehr als 8.000 Zuschauer den Film im Durchschnitt mit 7,2 von 10 Sternen.
Oliver Armknecht schreibt, dass der Plot erst einmal wenig überraschend sei und das Ungewöhnliche allenfalls sei, dass diesmal ein kleiner Junge mit Superkräften ausgestattet ist und damit klarkommen muss. Er schreibt weiter, dass sich Raising Dion nicht entscheiden könne, was es sei, einerseits die Geschichte über eine alleinerziehende Mutter, andererseits eine Geschichte über Superhelden. Dazu werde die Familie auch noch mit „Themen wie Mobbing an der Schule und Rassismus“ konfrontiert. Aus seiner Sicht wird die Serie zum Ende der ersten Staffel hin immer langweiliger, „zumal ausgerechnet die Leistung des Dion-Nachwuchsdarstellers zu wünschen übrig“ lasse. Reinhard Prahl schreibt weniger negativ, aber auch er bezeichnet die erste Staffel zum Ende hin abflachend. Außerdem schreibt er, dass das Thema Rassismus geschickt verpackt sei und sich unaufdringlich in die Geschichte einfüge. Von der technischen Umsetzung zeigt er sich begeistert.